# Chuck Adams
Chuck Adams, né le 23 avril 1971 à Pacific Palisades à Los Angeles, est un joueur de tennis américain.
Il atteint la 34e place mondiale en février 1995 et a remporté un titre sur le circuit ATP à Séoul en 1993.

## Palmarès

### Titre en simple messieurs
| No | Date       | Nom et lieu du tournoi    | Catégorie    | Dotation  | Surface    | Finaliste       | Score    |  |
| -- | ---------- | ------------------------- | ------------ | --------- | ---------- | --------------- | -------- |  |
| 1  | 19-04-1993 | KAL Cup Korea Open, Séoul | World Series | 175 000 $ | Dur (ext.) | Todd Woodbridge | 6-4, 6-4 |  |

### Finales en simple messieurs
| No | Date       | Nom et lieu du tournoi           | Catégorie    | Dotation    | Surface         | Vainqueur        | Score    |  |
| -- | ---------- | -------------------------------- | ------------ | ----------- | --------------- | ---------------- | -------- |  |
| 1  | 22-08-1994 | OTB International, Schenectady   | World Series | 288 750 $   | Dur (ext.)      | Jacco Eltingh    | 6-3, 6-4 |  |
| 2  | 07-11-1994 | Kremlin Cup, Moscou              | World Series | 1 100 000 $ | Moquette (int.) | Aleksandr Volkov | 6-2, 6-4 |  |
| 3  | 09-01-1995 | Benson and Hedges Open, Auckland | World Series | 303 000 $   | Dur (ext.)      | Thomas Enqvist   | 6-2, 6-1 |  |

## Parcours dans les tournois duGrand Chelem

### En simple
| Année | Open d'Australie | Open d'Australie | Internationaux de France | Internationaux de France | Wimbledon       | Wimbledon      | US Open         | US Open     |
| ----- | ---------------- | ---------------- | ------------------------ | ------------------------ | --------------- | -------------- | --------------- | ----------- |
| 1989  | —                | —                | —                        | —                        | —               | —              | 1er tour (1/64) | R. Agenor   |
| 1990  | —                | —                | —                        | —                        | —               | —              | —               | —           |
| 1991  | —                | —                | —                        | —                        | —               | —              | 1er tour (1/64) | C.-U. Steeb |
| 1992  | 1er tour (1/64)  | C. Caratti       | —                        | —                        | —               | —              | 3e tour (1/16)  | I. Lendl    |
| 1993  | 1er tour (1/64)  | P. Korda         | 1er tour (1/64)          | M. Rosset                | 1er tour (1/64) | R. Matuszewski | 1/8 de finale   | A. Volkov   |
| 1994  | —                | —                | 1er tour (1/64)          | J. Tarango               | 3e tour (1/16)  | P. Sampras     | 1er tour (1/64) | N. Kulti    |
| 1995  | 1er tour (1/64)  | S. Campbell      | —                        | —                        | —               | —              | —               | —           |
| 1996  | 2e tour (1/32)   | M. Ondruska      | —                        | —                        | —               | —              | 1er tour (1/64) | D. Dier     |

N.B. : à droite du résultat se trouve le nom de l'ultime adversaire.

### En double
N'a jamais participé à un tableau final